# Jan Suski
Jan Suski (ur. 8 listopada 1930 w Warszawie, zm. 4 listopada 1999 w Dortmundzie) – polski piłkarz ręczny, mistrz i reprezentant Polski.

## Życiorys
Był zawodnikiem AZS-AWF Warszawa (1951-1954), Sparty Katowice (1954-1959) i Warszawianki (1961-1963). Ze Spartą zdobył pięć tytułów mistrza Polski (1955, 1956, 1957 i 1959 - drużyny 7-osobowe, 1958 - drużyny 11-osobowe) oraz wicemistrzostwo Polski w 1958 (drużyny 7-osobowe). Z reprezentacją Polski (drużyny 7-osobowe) wystąpił na mistrzostwach świata w 1958 (5. miejsce), a łącznie w biało-czerwonych barwach zagrał w 13 spotkaniach, zdobywając 50 bramek. W 1957 wystąpił też w jednym spotkaniu reprezentacji Polski w odmianie 11-osobowej. Grał także w rugby, w barwach Czarnych Bytom. 
Był absolwentem Akademii Wychowania Fizycznego w Warszawie (1955). Pracował jako trener w Pogoni Zabrze i Grunwaldzie Halemba. 
W 1958 został odznaczony Medalem "Za Wybitne Osiągnięcia Sportowe", 1973 otrzymał tytuł Zasłużonego Mistrza Sportu
Od 1984 mieszkał w Niemczech, w 1999 doznał zawału serca, w wyniku czego zmarł. 
Jego żoną była piłkarka ręczna Sonia Kruczek. 

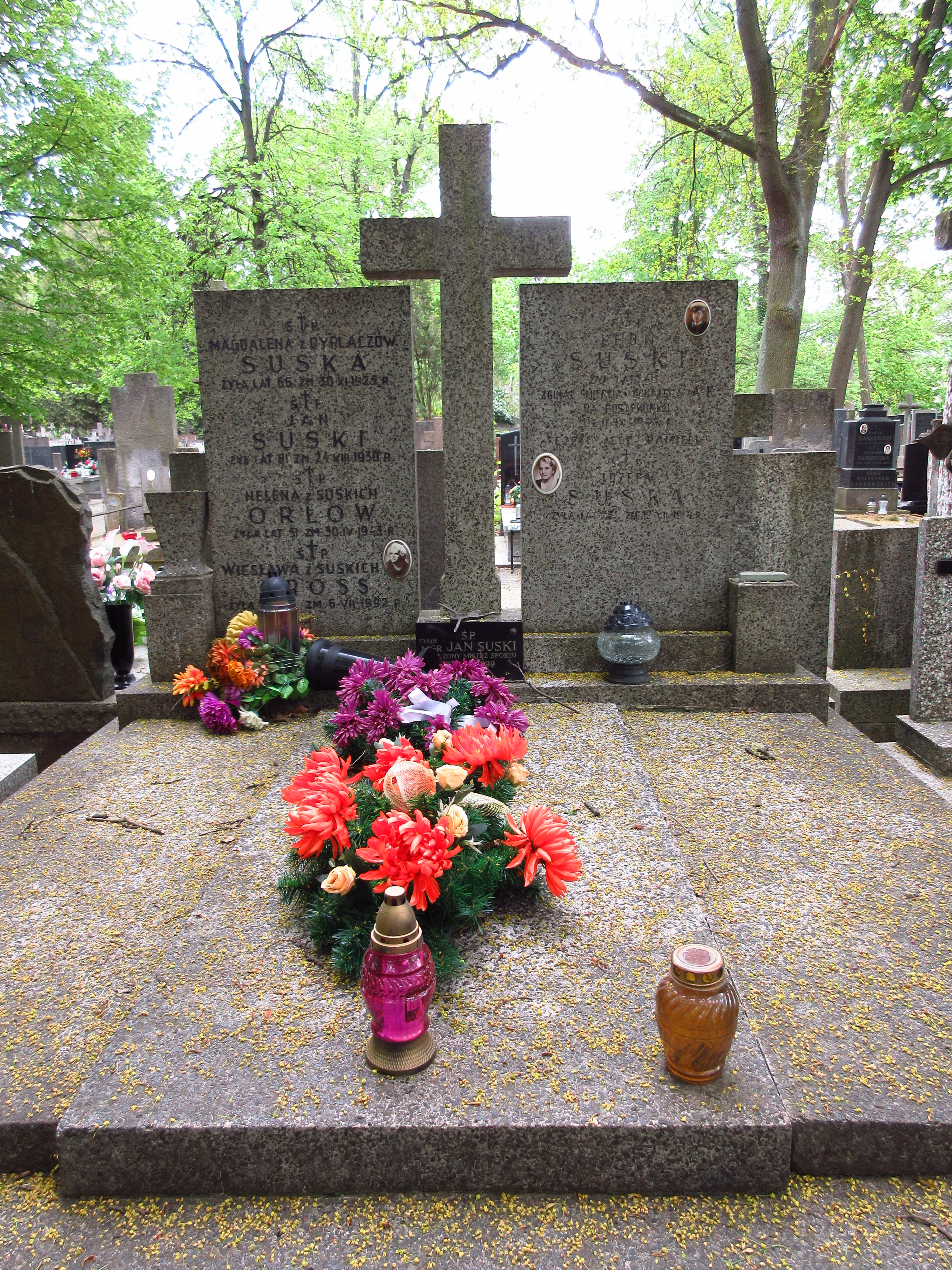
Grób symboliczny Jana Suskiego na Cmentarzu Bródnowskim.

Jego symboliczny grób znajduje się na cmentarzu Bródnowskim w Warszawie (kw. 21B-II-4).